# Jan z Chełmu
 Jan z Chełmu  herbu Ostoja (zm. po 1432 r.) – dziedzic Chełmu (dziś część Krakowa), właściciel części w Kantorowicach, Kaczkowicach i Przegorzałach.

## Życiorys
Jan z Chełmu był synem Hanka z Chełmu i Katarzyny. Miał kilkoro rodzeństwa: Grzegorzanę, Annę, Piotra, Mikołaj, Hinka, Jakuba i Imrama.  W roku 1400 jego bracia - Imram i Piotr, przyrzekli matce Katarzynie, że będą zabezpieczać swoje długi tylko na tych częściach dóbr, które do nich należą a nie na częściach Jana i trzech młodszych braci. W roku 1404 Jan wraz z braćmi Imramem, Piotrem i Hankiem sprzedali wieś Kantorowice za 400 grzywien groszy praskich klasztorowi mogilskiemu. Tego roku, Jan z wyżej wspomnianymi braćmi oddali całą wieś Chełm matce Katarzynie w dożywocie w zamian za części w Kaczkowicach. W roku 1408, Mikołaj, Piotr i Hanek odstąpili Janowi swoje części w Chełmie. Po śmierci brata Imrama, Jan z Chełmu przejął w 1431 roku część w Chełmie, spadłą po zmarłym, zwaną „Imramowska”.
Jan z Chełmu ożeniony był z Katarzyną, wdową po Hanusborgu z Krakowa, z którą miał syna Jana Chełmskiego, burgrabiego krakowskiego.